# IC 2621
IC 2621 ist ein planetarischer Nebel im Sternbild Carina. Das Objekt wurde im Jahre 1901 von Joseph Lunt entdeckt.